# Nitrit reduktaza (NAD(P)H)
Nitrit reduktaza (NAD(P)H) (EC 1.7.1.4, nitritna reduktaza (redukovani nikotinamid adenin dinukleotid (fosfat)), NADH-nitritna oksidoreduktaza, NADPH-nitritna reduktaza, asimilatorna nitritna reduktaza, nitritna reduktaza (NAD(P)H2), ''NAD(P)H2:nitrit oksidoreduktaza) je enzim sa sistematskim imenom amonijum-hidroksid:NAD(P)+ oksidoreduktaza. Ovaj enzim katalizuje sledeću hemijsku reakciju
amonijum hidroksid + 3 NAD(P)+ +2O {\displaystyle \rightleftharpoons } nitrit + 3 NAD(P)H + 3 H+
Ovaj enzim je flavoprotein koji sadrži gvožđe-sumpor hem.

## Literatura
- Nicholas C. Price; Lewis Stevens (1999). Fundamentals of Enzymology: The Cell and Molecular Biology of Catalytic Proteins (Third изд.). USA: Oxford University Press. ISBN 019850229X.
- Eric J. Toone (2006). Advances in Enzymology and Related Areas of Molecular Biology, Protein Evolution (Volume 75 изд.). Wiley-Interscience. ISBN 0471205036.
- Branden C; Tooze J. Introduction to Protein Structure. New York, NY: Garland Publishing. ISBN 0-8153-2305-0.
- Irwin H. Segel. Enzyme Kinetics: Behavior and Analysis of Rapid Equilibrium and Steady-State Enzyme Systems (Book 44 изд.). Wiley Classics Library. ISBN 0471303097.

## Spoljašnje veze
- Nitrite+reductase+(NAD(P)H) на 